# Pseudoseisura
Genre
Le genre Pseudoseisura regroupe quatre espèces de passereaux appartenant à la famille des Furnariidae.

## Liste des espèces
D'après la classification de référence du Congrès ornithologique international (ordre phylogénique) :
- Cacholote roux — Pseudoseisura cristata
- Cacholote uni — Pseudoseisura unirufa
- Cacholote brun — Pseudoseisura lophotes
- Cacholote à gorge blanche — Pseudoseisura gutturalis